# Fort Naiams

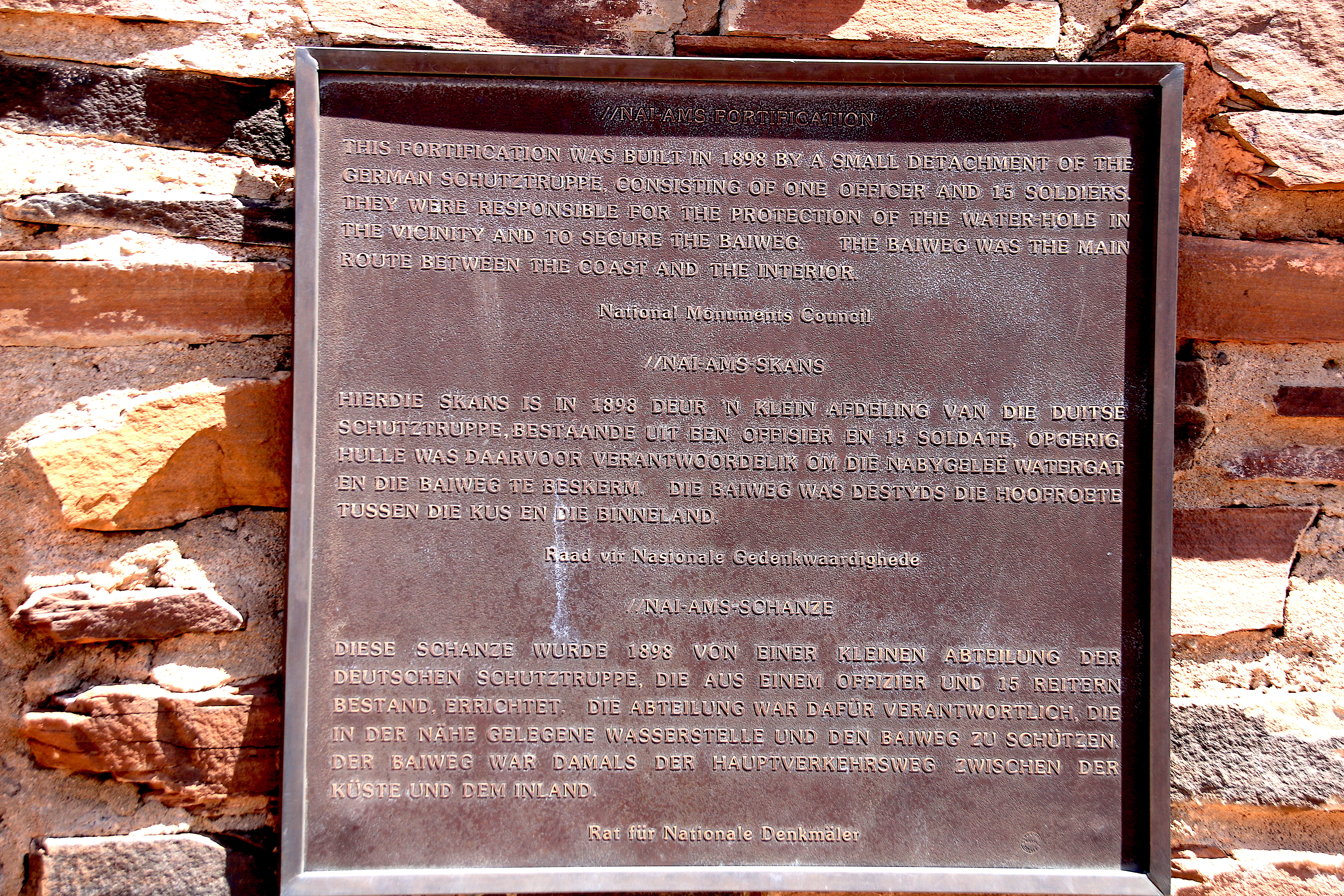
Gedenktafel Fort Naiams

Fort Naiams, eigentlich ǁNai-AmsKlicklaut (deutsch auch ǁNai-Ams-Schanze, afrikaans ǁNai-Ams Skans, englisch ǁNai-Ams Fortification) ist eine Ruine einer militärischen Festungsanlage nahe dem namibischen Ort Seeheim. Es wurde 1898 von der deutschen Schutztruppe errichtet und diente zur Verteidigung gegen Nama-Überfälle und zum Schutz der nahe gelegenen Wasserstelle. Gleich neben dem Fort liegen die Gräber zweier Schutztruppensoldaten und die Schanze liegt 400 Meter von der Nationalstraße B4 entfernt. 
Fort Naiams ist ein Nationales Denkmal in Namibia.